# French Open 2014
Die 113. French Open fanden vom 25. Mai bis zum 8. Juni 2014 in Paris, Frankreich, im Stade Roland Garros statt.
Titelverteidiger im Einzel waren Rafael Nadal bei den Herren sowie Serena Williams bei den Damen. Im Herrendoppel waren dies die Brüder Bob und Mike Bryan, im Damendoppel Jekaterina Makarowa und Jelena Wesnina und im Mixed Lucie Hradecká und František Čermák.

## Herreneinzel
Setzliste
| Nr. | Spieler            | Erreichte Runde |
| --- | ------------------ | --------------- |
| 01. | Rafael Nadal       | Sieg            |
| 02. | Novak Đoković      | Finale          |
| 03. | Stanislas Wawrinka | 1. Runde        |
| 04. | Roger Federer      | Achtelfinale    |
| 05. | David Ferrer       | Viertelfinale   |
| 06. | Tomáš Berdych      | Viertelfinale   |
| 07. | Andy Murray        | Halbfinale      |
| 08. | Milos Raonic       | Viertelfinale   |
| 09. | Kei Nishikori      | 1. Runde        |
| 10. | John Isner         | Achtelfinale    |
| 11. | Grigor Dimitrow    | 1. Runde        |
| 12. | Richard Gasquet    | 3. Runde        |
| 13. | Jo-Wilfried Tsonga | Achtelfinale    |
| 14. | Fabio Fognini      | 3. Runde        |
| 15. | Michail Juschny    | 2. Runde        |
| 16. | Tommy Haas         | 1. Runde        |

| Nr. | Spieler               | Erreichte Runde |
| --- | --------------------- | --------------- |
| 17. | Tommy Robredo         | 3. Runde        |
| 18. | Ernests Gulbis        | Halbfinale      |
| 19. | Kevin Anderson        | Achtelfinale    |
| 20. | Oleksandr Dolhopolow  | 2. Runde        |
| 21. | Nicolás Almagro       | 1. Runde        |
| 22. | Jerzy Janowicz        | 3. Runde        |
| 23. | Gaël Monfils          | Viertelfinale   |
| 24. | Fernando Verdasco     | Achtelfinale    |
| 25. | Marin Čilić           | 3. Runde        |
| 26. | Feliciano López       | 2. Runde        |
| 27. | Roberto Bautista Agut | 3. Runde        |
| 28. | Philipp Kohlschreiber | 3. Runde        |
| 29. | Gilles Simon          | 3. Runde        |
| 30. | Vasek Pospisil        | 1. Runde        |
| 31. | Dmitri Tursunow       | 3. Runde        |
| 32. | Andreas Seppi         | 3. Runde        |

## Dameneinzel
Setzliste
| Nr. | Spielerin            | Erreichte Runde |
| --- | -------------------- | --------------- |
| 01. | Serena Williams      | 2. Runde        |
| 02. | Li Na                | 1. Runde        |
| 03. | Agnieszka Radwańska  | 3. Runde        |
| 04. | Simona Halep         | Finale          |
| 05. | Petra Kvitová        | 3. Runde        |
| 06. | Jelena Janković      | Achtelfinale    |
| 07. | Marija Scharapowa    | Sieg            |
| 08. | Angelique Kerber     | Achtelfinale    |
| 09. | Dominika Cibulková   | 3. Runde        |
| 10. | Sara Errani          | Viertelfinale   |
| 11. | Ana Ivanović         | 3. Runde        |
| 12. | Flavia Pennetta      | 2. Runde        |
| 13. | Caroline Wozniacki   | 1. Runde        |
| 14. | Carla Suárez Navarro | Viertelfinale   |
| 15. | Sloane Stephens      | Achtelfinale    |
| 16. | Sabine Lisicki       | 2. Runde        |

| Nr. | Spielerin                    | Erreichte Runde |
| --- | ---------------------------- | --------------- |
| 17. | Roberta Vinci                | 1. Runde        |
| 18. | Eugenie Bouchard             | Halbfinale      |
| 19. | Samantha Stosur              | Achtelfinale    |
| 20. | Alizé Cornet                 | 2. Runde        |
| 21. | Kirsten Flipkens             | 2. Runde        |
| 22. | Jekaterina Makarowa          | 3. Runde        |
| 23. | Lucie Šafářová               | Achtelfinale    |
| 24. | Anastassija Pawljutschenkowa | 2. Runde        |
| 25. | Kaia Kanepi                  | 1. Runde        |
| 26. | Sorana Cîrstea               | 3. Runde        |
| 27. | Swetlana Kusnezowa           | Viertelfinale   |
| 28. | Andrea Petković              | Halbfinale      |
| 29. | Venus Williams               | 2. Runde        |
| 30. | Klára Koukalová              | 1. Runde        |
| 31. | Daniela Hantuchová           | 3. Runde        |
| 32. | Jelena Wesnina               | 2. Runde        |

## Herrendoppel
Setzliste
| Nr. | Paarung                              | Erreichte Runde |
| --- | ------------------------------------ | --------------- |
| 01. | Bob Bryan Mike Bryan                 | Viertelfinale   |
| 02. | Alexander Peya Bruno Soares          | 2. Runde        |
| 03. | Daniel Nestor Nenad Zimonjić         | Viertelfinale   |
| 04. | David Marrero Fernando Verdasco      | 2. Runde        |
| 05. | Michaël Llodra Nicolas Mahut         | Achtelfinale    |
| 06. | Rohan Bopanna Aisam-ul-Haq Qureshi   | 2. Runde        |
| 07. | Treat Huey Dominic Inglot            | 2. Runde        |
| 08. | Mariusz Fyrstenberg Marcin Matkowski | 1. Runde        |

| Nr. | Paarung                                 | Erreichte Runde |
| --- | --------------------------------------- | --------------- |
| 09. | Łukasz Kubot Robert Lindstedt           | Viertelfinale   |
| 10. | Juan Sebastián Cabal Robert Farah       | 1. Runde        |
| 11. | Julien Benneteau Édouard Roger-Vasselin | Sieg            |
| 12. | Marcel Granollers Marc López            | Finale          |
| 13. | Jean-Julien Rojer Horia Tecău           | Achtelfinale    |
| 14. | Eric Butorac Raven Klaasen              | 2. Runde        |
| 15. | Jamie Murray John Peers                 | Achtelfinale    |
| 16. | Pablo Cuevas Horacio Zeballos           | 2. Runde        |

## Damendoppel
Setzliste
| Nr. | Paarung                            | Erreichte Runde |
| --- | ---------------------------------- | --------------- |
| 01. | Peng Shuai Hsieh Su-wei            | Sieg            |
| 02. | Sara Errani Roberta Vinci          | Finale          |
| 03. | Jekaterina Makarowa Jelena Wesnina | 2. Runde        |
| 04. | Květa Peschke Katarina Srebotnik   | Viertelfinale   |
| 05. | Cara Black Sania Mirza             | Viertelfinale   |
| 06. | Raquel Kops-Jones Abigail Spears   | 2. Runde        |
| 07. | Ashleigh Barty Casey Dellacqua     | Viertelfinale   |
| 08. | Julia Görges Anna-Lena Grönefeld   | 1. Runde        |

| Nr. | Paarung                                     | Erreichte Runde |
| --- | ------------------------------------------- | --------------- |
| 09. | Andrea Hlaváčková Lucie Šafářová            | 1. Runde        |
| 10. | Alla Kudrjawzewa Anastasia Rodionova        | 1. Runde        |
| 11. | Anabel Medina Garrigues Jaroslawa Schwedowa | 1. Runde        |
| 12. | Kristina Mladenovic Flavia Pennetta         | Achtelfinale    |
| 13. | Vania King Zheng Jie                        | 1. Runde        |
| 14. | Klára Koukalová Monica Niculescu            | 2. Runde        |
| 15. | Liezel Huber Lisa Raymond                   | Achtelfinale    |
| 16. | Marina Eraković Arantxa Parra Santonja      | Viertelfinale   |

## Mixed
Setzliste
| Nr. | Paarung                          | Erreichte Runde |
| --- | -------------------------------- | --------------- |
| 01. | Abigail Spears Alexander Peya    | Achtelfinale    |
| 02. | Katarina Srebotnik Rohan Bopanna | Viertelfinale   |
| 03. | Jaroslawa Schwedowa Bruno Soares | Halbfinale      |
| 04. | Květa Peschke Marcin Matkowski   | 1. Runde        |

| Nr. | Paarung                               | Erreichte Runde |
| --- | ------------------------------------- | --------------- |
| 05. | Kristina Mladenovic Daniel Nestor     | Viertelfinale   |
| 06. | Lucie Hradecká Mariusz Fyrstenberg    | Achtelfinale    |
| 07. | Anabel Medina Garrigues David Marrero | 1. Runde        |
| 08. | Julia Görges Nenad Zimonjić           | Finale          |

## Junioreneinzel
Setzliste
| Nr. | Spieler           | Erreichte Runde |
| --- | ----------------- | --------------- |
| 01. | Frances Tiafoe    | 2. Runde        |
| 02. | Orlando Luz       | Halbfinale      |
| 03. | Karen Chatschanow | Achtelfinale    |
| 04. | Andrei Rubljow    | Sieg            |
| 05. | Quentin Halys     | Halbfinale      |
| 06. | Stefan Kozlov     | Viertelfinale   |
| 07. | Jaume Munar       | Finale          |
| 08. | Naoki Nakagawa    | Achtelfinale    |

| Nr. | Spieler         | Erreichte Runde |
| --- | --------------- | --------------- |
| 09. | Johan Tatlot    | Viertelfinale   |
| 10. | Lee Duck-hee    | Achtelfinale    |
| 11. | Michael Mmoh    | Achtelfinale    |
| 12. | Kamil Majchrzak | 2. Runde        |
| 13. | Jumpei Yamasaki | 2. Runde        |
| 14. | Marcelo Zormann | Viertelfinale   |
| 15. | Nino Serdarušić | 2. Runde        |
| 16. | Daniil Medwedew | Achtelfinale    |

## Juniorinneneinzel
Setzliste
| Nr. | Spielerin               | Erreichte Runde |
| --- | ----------------------- | --------------- |
| 01. | Ivana Jorović           | Finale          |
| 02. | Catherine Bellis        | Achtelfinale    |
| 03. | Tornado Alicia Black    | 1. Runde        |
| 04. | Aliona Bolsova Zadoinov | Achtelfinale    |
| 05. | Jil Teichmann           | 2. Runde        |
| 06. | Warwara Flink           | 1. Runde        |
| 07. | Sun Ziyue               | 1. Runde        |
| 08. | Darja Kassatkina        | Sieg            |

| Nr. | Spielerin            | Erreichte Runde |
| --- | -------------------- | --------------- |
| 09. | Anhelina Kalinina    | 1. Runde        |
| 10. | Françoise Abanda     | Halbfinale      |
| 11. | Kristína Schmiedlová | Viertelfinale   |
| 12. | Priscilla Hon        | 1. Runde        |
| 13. | Olga Fridman         | 1. Runde        |
| 14. | Anna Bondár          | 1. Runde        |
| 15. | Sandra Samir         | 1. Runde        |
| 16. | Iryna Schymanowitsch | Viertelfinale   |

## Juniorendoppel
Setzliste
| Nr. | Paarung                           | Erreichte Runde |
| --- | --------------------------------- | --------------- |
| 01. | Stefan Kozlov Andrei Rubljow      | Halbfinale      |
| 02. | Michael Mmoh Frances Tiafoe       | 1. Runde        |
| 03. | Naoki Nakagawa Jumpei Yamasaki    | 1. Runde        |
| 04. | Karen Chatschanow Daniil Medwedew | Viertelfinale   |

| Nr. | Paarung                       | Erreichte Runde |
| --- | ----------------------------- | --------------- |
| 05. | Orlando Luz João Menezes      | Halbfinale      |
| 06. | Nicolás Álvarez Lee Duck-hee  | Achtelfinale    |
| 07. | Kamil Majchrzak Jan Zieliński | 1. Runde        |
| 08. | Pedro Martínez Jaume Munar    | Viertelfinale   |

## Juniorinnendoppel
Setzliste
| Nr. | Paarung                            | Erreichte Runde |
| --- | ---------------------------------- | --------------- |
| 01. | Françoise Abanda Warwara Flink     | 1. Runde        |
| 02. | Priscilla Hon Jil Teichmann        | Achtelfinale    |
| 03. | Katie Boulter Ivana Jorović        | 1. Runde        |
| 04. | Naiktha Bains Tornado Alicia Black | Halbfinale      |

| Nr. | Paarung                              | Erreichte Runde |
| --- | ------------------------------------ | --------------- |
| 05. | Sun Ziyue You Xiaodi                 | Achtelfinale    |
| 06. | Anna Bondár Fanny Stollár            | Achtelfinale    |
| 07. | Catherine Bellis Markéta Vondroušová | Finale          |
| 08. | Anhelina Kalinina Jeļena Ostapenko   | 1. Runde        |

## Herreneinzel-Rollstuhl
Setzliste
| Nr. | Spieler         | Erreichte Runde |
| --- | --------------- | --------------- |
| 01. | Shingo Kunieda  | Sieg            |
| 02. | Stéphane Houdet | Finale          |

## Dameneinzel-Rollstuhl
Setzliste
| Nr. | Spielerin         | Erreichte Runde |
| --- | ----------------- | --------------- |
| 01. | Yui Kamiji        | Sieg            |
| 02. | Sabine Ellerbrock | Halbfinale      |

## Herrendoppel-Rollstuhl
Setzliste
| Nr. | Paarung                        | Erreichte Runde |
| --- | ------------------------------ | --------------- |
| 01. | Joachim Gérard Stéphane Houdet | Sieg            |
| 02. | Gordon Reid Maikel Scheffers   | Halbfinale      |

## Damendoppel-Rollstuhl
Setzliste
| Nr. | Paarung                        | Erreichte Runde |
| --- | ------------------------------ | --------------- |
| 01. | Jiske Griffioen Aniek van Koot | Finale          |
| 02. | Yui Kamiji Jordanne Whiley     | Sieg            |